# 4604 Stekarstrom
A 4604 Stekarstrom (ideiglenes jelöléssel 1987 SK) a Naprendszer kisbolygóövében található aszteroida. Szuzuki Kenzó és Urata Takesi fedezte fel 1987. szeptember 18-án.